# Lamas (Cervantes)
Lamas (llamada oficialmente San Xiao de Lamas) es una parroquia y una aldea española del municipio de Cervantes, en la provincia de Lugo, Galicia.

## Organización territorial
La parroquia está formada por cuatro entidades de población:
- A Horta
- Catroventos
- Lamas
- O Pandelo

## Demografía

### Parroquia
| Gráfica de evolución demográfica de Lamas (parroquia) entre 2000 y 2019 |
|                                                                         |
| Datos según el nomenclátor publicado por el INE.                        |

### Aldea
| Gráfica de evolución demográfica de Lamas (aldea) entre 2000 y 2019 |
|                                                                     |
| Datos según el nomenclátor publicado por el INE.                    |